# Michael Raith

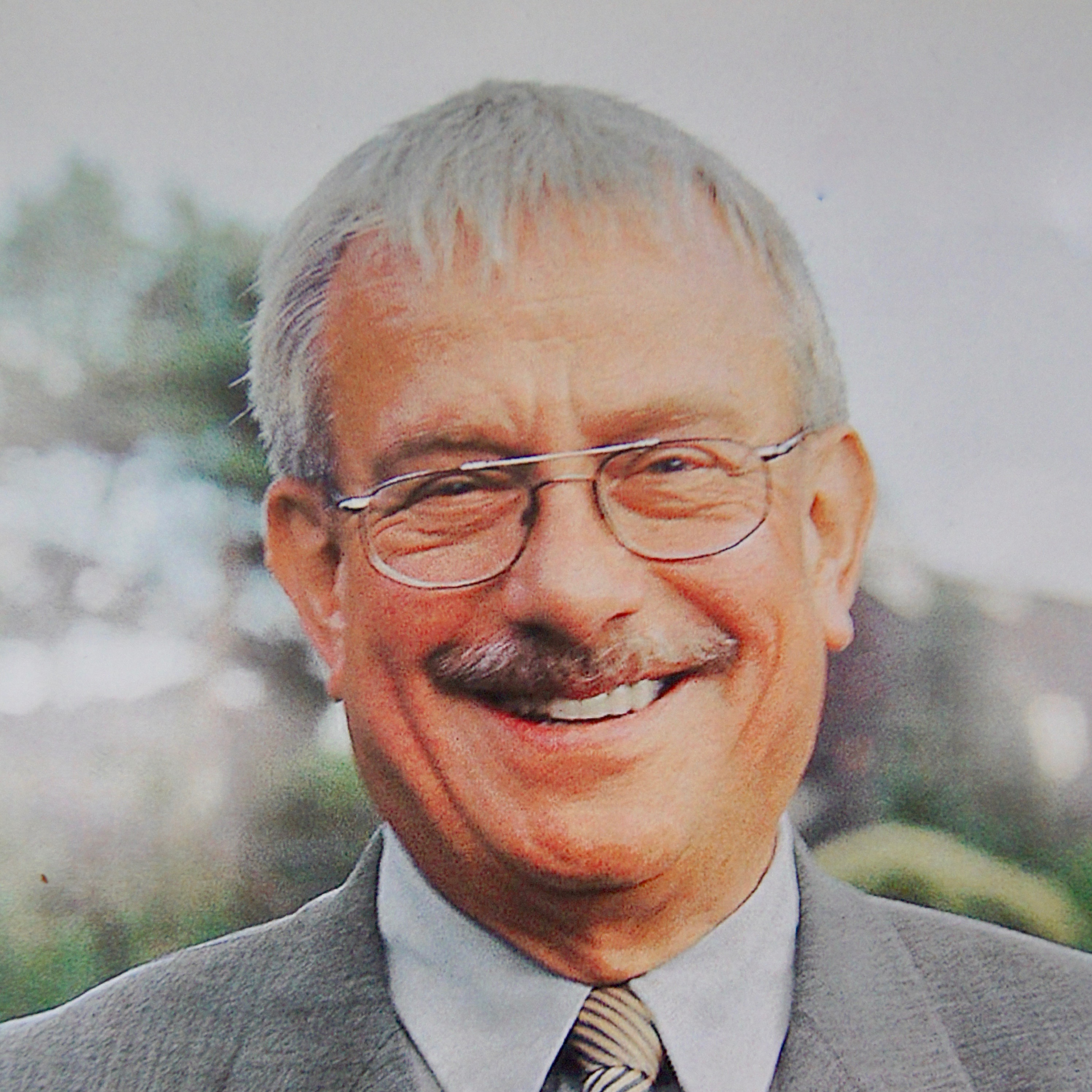
Michael Raith, ca. 2002

Michael Raith (* 12. Januar 1944 in Basel; † 11. Juni 2005 bei Pratteln) war ein Schweizer Politiker (EVP), Historiker, Theologe und Autor.

## Leben
Raith wuchs in Riehen auf. Von 1962 bis 1964 machte er eine Buchhändlerlehre in Berlin. Er kehrte in die Schweiz zurück, besuchte die Kirchlich-Theologische Schule in Basel und schloss 1972 sein Theologiestudium ab. Ab 1974 baute er Die Dargebotene Hand (Telefon 143, Telefonseelsorge) in Basel auf und war bis 1991 als deren Leiter tätig.
Er war verheiratet und Vater von zwei Kindern. Michael Raith starb während einer Dienstreise an einem Herzinfarkt.

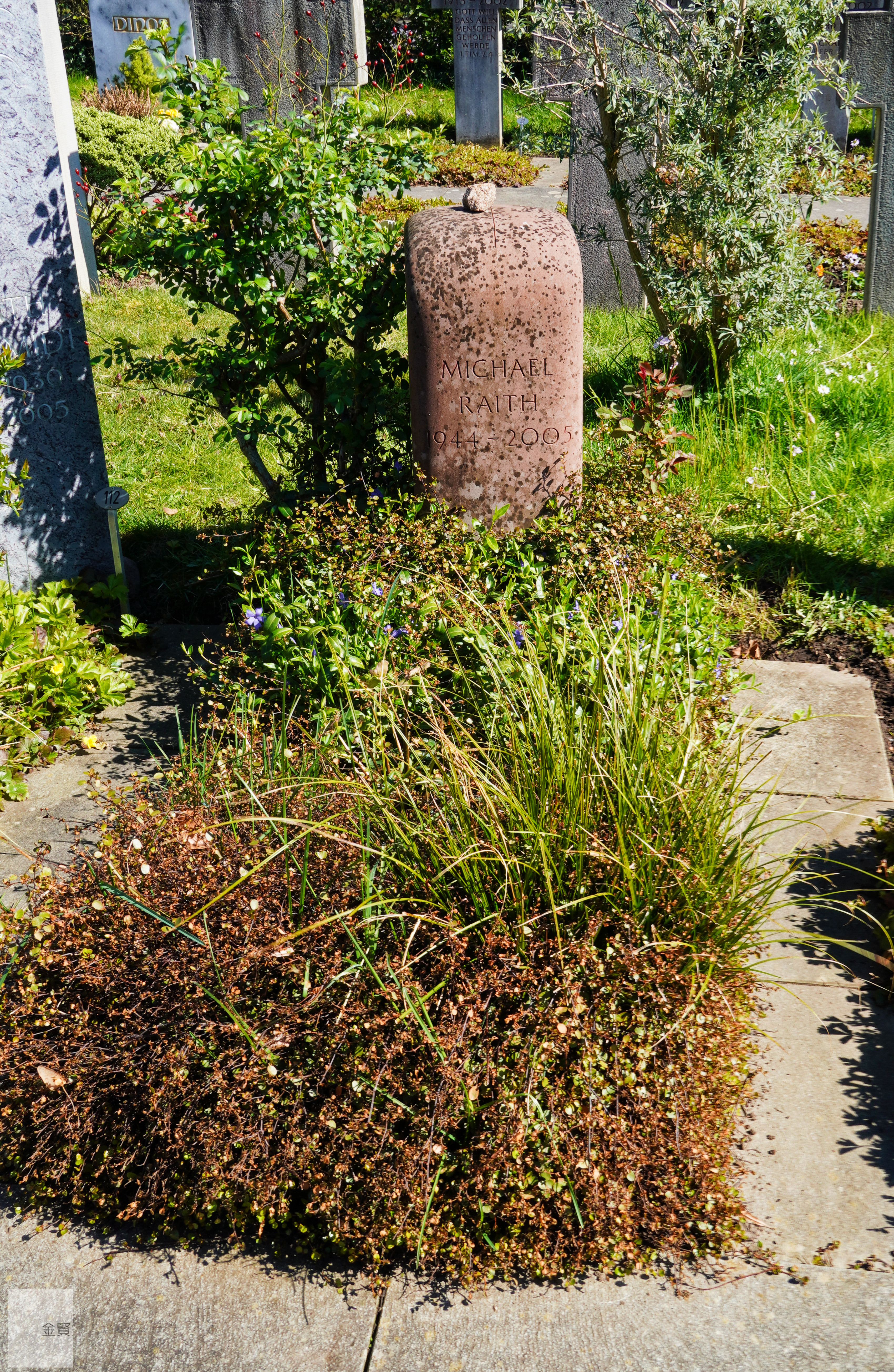
Grab von Michael Raith auf dem Gottesacker Riehen

Sein Grab befindet sich auf dem Gottesacker Riehen.

### Politik
1970 wurde Michael Raith für die VEW (Vereinigung Evangelischer Wählerinnen und Wähler, später Evangelische Volkspartei Basel-Stadt) in den Weiteren Gemeinderat (später Einwohnerrat) in Riehen gewählt. Diesem Gremium gehörte er bis 1994 an. Von 1990 bis 1991 war er dessen Präsident. Zwischen 1973 und 1979 sowie 1988 und 1998 war er Mitglied des Grossen Rates der Stadt Basel. Von 1995 bis 1996 war er Grossratspräsident. Die Amtsdauer umfasste aufgrund einer verlängerten Legislaturperiode 21 Monate. Von 1998 bis zu seinem Tod 2005 war er Gemeindepräsident von Riehen.

### Historiker und Autor
Michael Raith betätigte sich als Historiker und Autor von lokal- und kirchengeschichtlichen Werken. Er war der Verfasser der Gemeindekunde Riehen (Erstausgabe 1980, Neufassung 1988). Über Jahrzehnte war er Mitglied der Kommission für das Jahrbuch z’Rieche, für das er auch über 40 Beiträge verfasste. Darüber hinaus verfasste er einige Beiträge für das Historische Lexikon der Schweiz (HLS).
1991 erhielt Michael Raith den Kulturpreis der Gemeinde Riehen. Für seine Beiträge der Regionalgeschichte wurde ihm überdies 1996 vom Hebelbund Lörrach der Hebeldank verliehen.